# Pretty Princess
Pretty Princess (The Princess Diaries) è un film commedia romantica del 2001, diretto da Garry Marshall ed interpretato da Anne Hathaway e Julie Andrews.
Il soggetto è di Meg Cabot, autrice dell'omonima serie di romanzi da cui la pellicola è tratta.
Nel 2004 è uscito il sequel, Principe azzurro cercasi, sempre diretto da Garry Marshall.

## Trama
Questo film racconta la storia di Mia Thermopolis, una studentessa quindicenne della Grove High School che vive con la madre single, Helen, in una caserma dei pompieri ristrutturata a San Francisco. Impopolare tra i suoi coetanei, Mia soffre di paura di parlare in pubblico mentre nutre una cotta per Josh Bryant, e viene spesso presa in giro dalla sua popolare fidanzata, Lana Thomas. Gli unici amici di Mia sono l'emarginata sociale Lilly Moscovitz e suo fratello maggiore, Michael, che segretamente nutre dei sentimenti per Mia.
Mia apprende dalla nonna paterna separata, Clarisse, che è l'unica erede del piccolo regno europeo di Genovia, avendo ereditato la posizione dal padre recentemente deceduto, Philippe. Clarisse è determinata a trasformare Mia in una principessa raffinata in modo che un giorno possa governare il regno su cui Clarisse attualmente regna. Sopraffatta dalla scoperta, Mia inizialmente rifiuta finché sua madre non la convince a frequentare le "lezioni da principessa" di sua nonna a condizione che non debba prendere la sua decisione finale fino al ballo del giorno dell'indipendenza di Genovia tra tre settimane.
Mia riceve un restyling glamour e una limousine guidata da Joe, il capo della sicurezza e confidente della regina, che diventa una figura paterna per lei. La trasformazione di Mia fa sì che i suoi compagni di scuola la trattino in modo diverso, mentre il suo programma sempre più frenetico mette a dura prova il suo rapporto con Lilly. Per placare la sua migliore amica, Mia dice la verità a Lilly e le fa giurare di mantenere il segreto. Tuttavia, il pubblico scopre presto che Mia è una principessa dopo che il segreto viene venduto alla stampa da Paolo, il parrucchiere responsabile del restyling di Mia, e i paparazzi iniziano a perseguitarla senza sosta. Sebbene Mia si imbarazzi alla sua prima cena di stato, Clarisse ammette di aver trovato la sua goffaggine accattivante e suggerisce di trascorrere del tempo di qualità insieme, annullando le lezioni per il pomeriggio successivo. Mentre i due si legano, Clarisse spiega che, nonostante i genitori di Mia si amassero, divorziarono amichevolmente per poter seguire le proprie passioni: Philippe rimase a Genovia per poi diventare re, ed Helen tornò in America con Mia per offrirle un'infanzia "normale".
Mentre la popolarità di Mia cresce, Josh la invita a partecipare a una festa in spiaggia con lui. Mia accetta, il che la porta a trascurare Lilly e a rinunciare ai suoi piani con Michael. I paparazzi tendono un'imboscata a Mia alla festa in spiaggia. Josh bacia Mia di fronte ai paparazzi per ottenere i suoi "15 minuti di fama", mentre Lana aiuta i paparazzi a fotografare Mia che indossa solo un asciugamano; entrambe le fotografie vengono pubblicate sul giornale il giorno seguente. Trovando le foto inappropriate per una principessa, Clarisse ammonisce Mia per il suo comportamento, dopodiché una Mia umiliata promette di rinunciare al suo titolo. Joe ricorda a Clarisse che Mia è ancora sia un'adolescente che sua nipote, suggerendo che la regina ha reagito in modo troppo duro.
Dopo essersi fatta perdonare da Lilly, Mia si vendica di Josh durante l'educazione fisica e finalmente affronta Lana per aver fatto bullismo a una compagna di scuola. Mia invita sia Lilly che Michael al ballo, ma Michael declina, ancora affranto per il licenziamento iniziale di Mia. Dopo che Clarisse si è scusata con Mia per averla rimproverata, afferma che Mia deve rinunciare pubblicamente al trono al ballo. Terrorizzata dalla prospettiva, Mia progetta di scappare finché non scopre una toccante lettera del suo defunto padre e cede. L'auto di Mia si guasta mentre si dirige al ballo, bloccandola sotto un acquazzone finché non viene recuperata da Joe.
Quando finalmente arrivano, Mia, ancora bagnata e in disordine per la pioggia, accetta il suo ruolo di principessa di Genovia con Clarisse, mentre Helen e Lilly guardano orgogliose. Dopo essersi cambiata, Mia accompagna Clarisse nella sala da ballo dove Michael, che ha accettato le scuse di Mia, la invita a ballare prima di procedere verso il cortile, dove si confessano i loro sentimenti reciproci e si scambiano il loro primo bacio. Nella scena finale, Mia viene mostrata mentre viaggia verso Genovia su un aereo privato con il suo gatto domestico Fat Louie, e scrive nel suo diario che ha intenzione di trasferirsi a Genovia con sua madre.

## Riconoscimenti
- 2002 - MTV Movie Awards
  - Candidatura Miglior performance rivelazione femminile a Anne Hathaway
- 2002 - ALMA Award
  - Candidatura Miglior canzone (Miracles Happen) a Myra
- 2002 - ASCAP Award
  - Top Box Office Films a John Debney
- 2001 - Critics' Choice Movie Award
  - Candidatura Miglior film per la famiglia
- 2002 - Artios Award
  - Candidatura Miglior casting per un film commedia a Marcia Ross, Donna Morong e Gail Goldberg
- 2002 - Golden Trailer Awards
  - Candidatura Miglior film d'animazione/per la famiglia
- 2002 - Hollywood Makeup Artist and Hair Stylist Guild Awards
  - Candidatura Miglior trucco a Hallie D'Amore e Leonard Engelman
- 2002 - Kids' Choice Award
  - Candidatura Miglior attrice protagonista a Julie Andrews
- 2002 - Teen Choice Awards
  - Candidatura Miglior film commedia
  - Candidatura Miglior attrice in un film commedia a Anne Hathaway
- 2002 - Young Artist Awards
  - Miglior film commedia per la famiglia
- 2002 - Phoenix Film Critics Society Awards
  - Candidatura Miglior film per la famiglia

## Distribuzione
Il film uscì nelle sale americane il 3 agosto 2001. In Italia, invece, il 26 ottobre dello stesso anno.